# Гіддінгс (Техас)
Гіддінгс (англ. Giddings) — місто (англ. city) в США, в окрузі Лі штату Техас. Населення — 4969 осіб (2020).

## Географія
Гіддінгс розташований за координатами 30°10′59″ пн. ш. 96°55′45″ зх. д. / 30.18306° пн. ш. 96.92917° зх. д. (30.182965, -96.929280).  За даними Бюро перепису населення США в 2010 році місто мало площу 13,31 км², з яких 13,23 км² — суходіл та 0,08 км² — водойми.

## Демографія
Згідно з переписом 2010 року, у місті мешкала 4881 особа в 1645 домогосподарствах у складі 1175 родин. Густота населення становила 367 осіб/км².  Було 1911 помешкання (144/км²).
Расовий склад населення:
| - 68,7 % — білих - 11,9 % — чорних або афроамериканців - 1,2 % — корінних американців - 0,9 % — азіатів - 0,1 % — вихідців з тихоокеанських островів - 14,7 % — осіб інших рас |

До двох чи більше рас належало 2,5 %. Частка іспаномовних становила 42,7 % від усіх жителів.
За віковим діапазоном населення розподілялося таким чином: 30,2 % — особи молодші 18 років, 55,3 % — особи у віці 18—64 років, 14,5 % — особи у віці 65 років та старші. Медіана віку мешканця становила 33,7 року. На 100 осіб жіночої статі у місті припадало 96,3 чоловіків;  на 100 жінок у віці від 18 років та старших — 92,9 чоловіків також старших 18 років.
Середній дохід на одне домашнє господарство  становив 55 877 доларів США (медіана — 43 810), а середній дохід на одну сім'ю — 64 875 доларів (медіана — 55 932). Медіана доходів становила 44 716 доларів для чоловіків та 30 114 долари для жінок. За межею бідності перебувало 24,6 % осіб, у тому числі 38,4 % дітей у віці до 18 років та 15,6 % осіб у віці 65 років та старших.
Цивільне працевлаштоване населення становило 2320 осіб. Основні галузі зайнятості: освіта, охорона здоров'я та соціальна допомога — 20,0 %, мистецтво, розваги та відпочинок — 14,6 %, транспорт — 10,5 %, будівництво — 9,2 %.